# Japán festészet

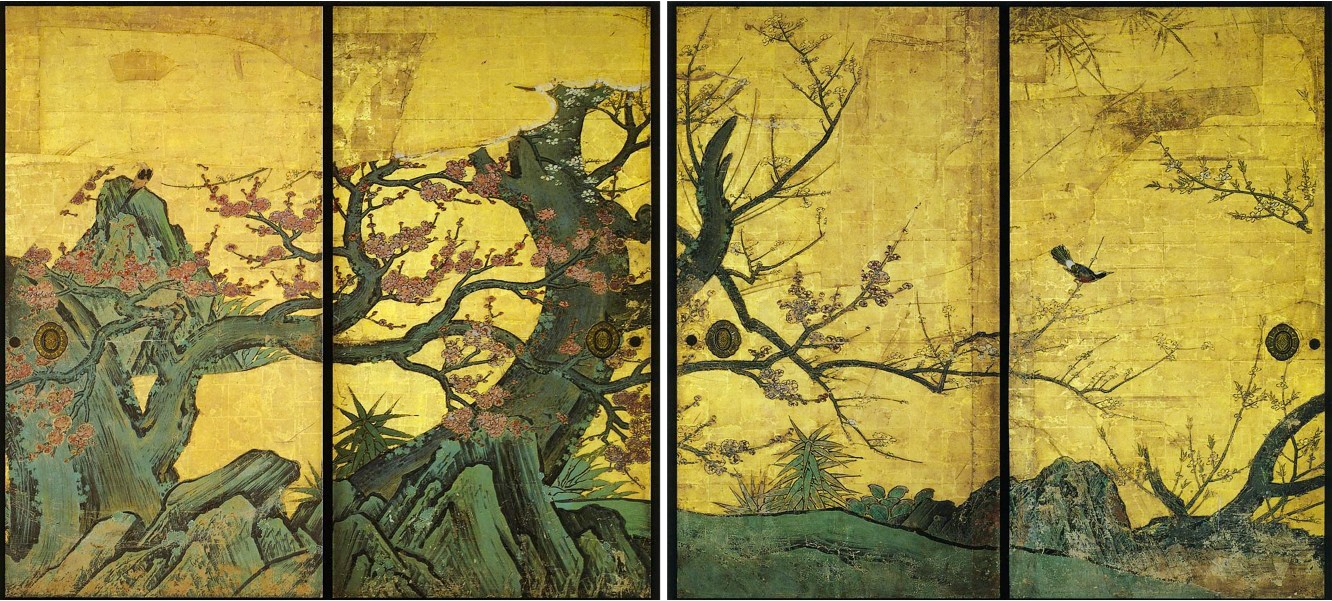
Tolóajtók Szilvafa, Kano Szanraku, 17. század elején

A japán festészet (絵画- kaiga, vagy画道-gado) a vizuális művészetek egyik legősibb és legelismertebb formája, mely számtalan műfajt és stílust foglal magában. Csak úgy, mint a legtöbb japán művészeti ágban, a festészetben is megfigyelhető a japán esztétika, a hagyományos technikák és a külföldről (leginkább Kínából) beáramló stílusirányzatok egymással való versengése, keveredése.
A buddhista, vallásos festészet, a tusfestészet, a kínai irodalmi témájú festmények, a kalligráfia, valamint az állat-és növénymotívumok ábrázolása a japán festészet azon területei, melyeken a kínai hatások a legnagyobb mértékben érvényesültek. Azonban a kínai befolyás ellenére is, határozottan elkülöníthető az a fajta jellegzetes japán stílus, mely évszázadokig jelen volt a festészetben: Méghozzá az életképek ábrázolása. Ez a műfaj kétségkívül a korai japán középkorban alakult ki, feltehetőleg kezdetben szintén kínai hatásra. Viszont a legkorábbi időkből ránk maradt munkák már specifikusan japán stílusban készültek, mely stílus hagyományai egészen a modern korig életben voltak.
A japán nemzeti kincsek hivatalos listáján megtalálható többek közt 158 olyan alkotás is, melyek egészen a 8. századtól a 19. századig terjedő időszakból származnak, és tökéletesen szemléltetik az egyes művészeti korszakok stílusirányzatait, illetve ritka túlélői a japán történelem egy-egy korai periódusának.

## Idővonal

### Az ősi Japán és az Aszuka-kor (egészen 710-ig)
A japán festészet eredete egészen a prehisztorikus időkre nyúlik vissza. Egyszerű, figuratív ábrázolások, illetve növényi ornamentika és geometriai formák már a dzsómon-kori edényeken, illetve a jajoi-kori bronzharangokon (dotaku) is megjelentek. Geometriai mintákat és figurális ábrázolást számos kofun-kori és aszuka-kori sírkamra falain is találtak a régészek.
Az Aszuka-korban, a kínai írás (kandzsi), a hivatali adminisztrációs rendszer, és a buddhizmus Japánba való importálásával egy időben számtalan kínai festmény is átkerült az ország területére, mely alkotásokról a helyi művészek elkezdtek hasonló stílusban másolatokat készíteni.

### Nara-korszak (710-794)

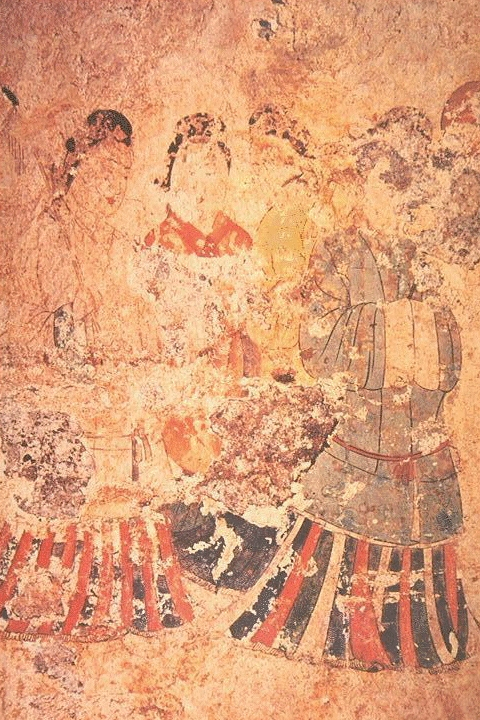
Freskó a Takamacuzuka sír falán

A buddhizmus későbbi megerősödésével (6-7. század környéke) a vallásos témájú festmények egyre inkább elterjedtek az országban. Ezeket a festményeket számos, az arisztokrácia által építtetett templom díszítésére kezdték alkalmazni. Azonban a korban a szobrászat még sokkal nagyobb jelentőséggel bírt.
A legkorábbi időszakból ránk maradt festmények közé tartoznak a Horjúdzsi templom aranycsarnokának falfestményei. Ezek, illetve a szentélyben elhelyezett Tamamusi szekrényen látható festett képek a történeti Buddha életét bemutató dzsátaka epizódokat, buddhákat, bodhiszattvákat, illetve egyéb istenségeket ábrázolnak. A festmények stílusa a kínai Szuj-dinnasztia, illetve a Tizenhat királyság korát idézi. Azonban a Nara-kor közepére a Tang-dinasztia festészete vált igen népszerűvé Japánban. Hasonló stílusban készültek a Takamacuzuka sír falfestményei 700 körül. Ez a stílus később a kara-e műfajban teljesedett ki, mely egészen a korai Heian-korig népszerű stílus maradt.
Mivel a legtöbb nara-kori festmény vallásos jellegű, túlnyomó többségüknek nem ismerjük az alkotóját. A nara-kori japán és a kínai Tang-dinasztia idejéből származó festmények jelentős része a Sószoinben (egykor a Tódajdzsi tulajdonában álló kincstárépület) található. Jelenleg a Sószóin az „Uralkodói Vagyoni Hivatal” (内庁 Kunai-cso) tulajdonát képzi.

### Heian-kor (794-1185)
Japán 8-9. századi festészetét az ezoterikus buddhizmus (singon és tendai szekták) egyik jellegzetes motívuma, a mandala (曼荼羅) ábrázolása jellemzi. Számtalan variációját festették meg tekercsképeken, illetve a szerzetesi templomok falain. A korból ránk maradt leghíresebb alkotások a kiotói Tódzsi templomban található Gyémántbirodalom és Méhbirodalom mandalák. Továbbá említésre méltóak még a dél-kiotói Daigodzsi templom ötemeletes pagodájának festményei is.
A 10. században a japán buddhista tiszta föld szekták szerepének növekedésével, a festészetben a vallási motívumok egy újfajta képi ábrázolására való igény jelent meg. Ez a raigozu (来迎図), mely magában foglalja Amida Buddha alakját, oldalán Kannon és Szeishi bódhiszattvákkal, aki fogadja a Nyugati Paradicsomba érkező hívők lelkeit. Egy, a korból ismert példa, az az 1053-ból származó alkotás, mely a kiotói Bjódóin Főnix csarnokában található. Ez a festmény az úgynevezett jamato-e(大和絵) stílus korai példája is, mivel megtalálhatóak rajta olyan nyugat japán stílust tükröző elemek, mint például a hegyek lebegésének látszatát keltő ábrázolás. Azonban stílusát tekintve hasonlít a Tang-dinnasztia „kék és zöld” tájképfestészetére is. A művészettörténészek körében továbbra is vitatott kérdés, hogy vajon jamato-e stílusról van-e szó vagy sem.

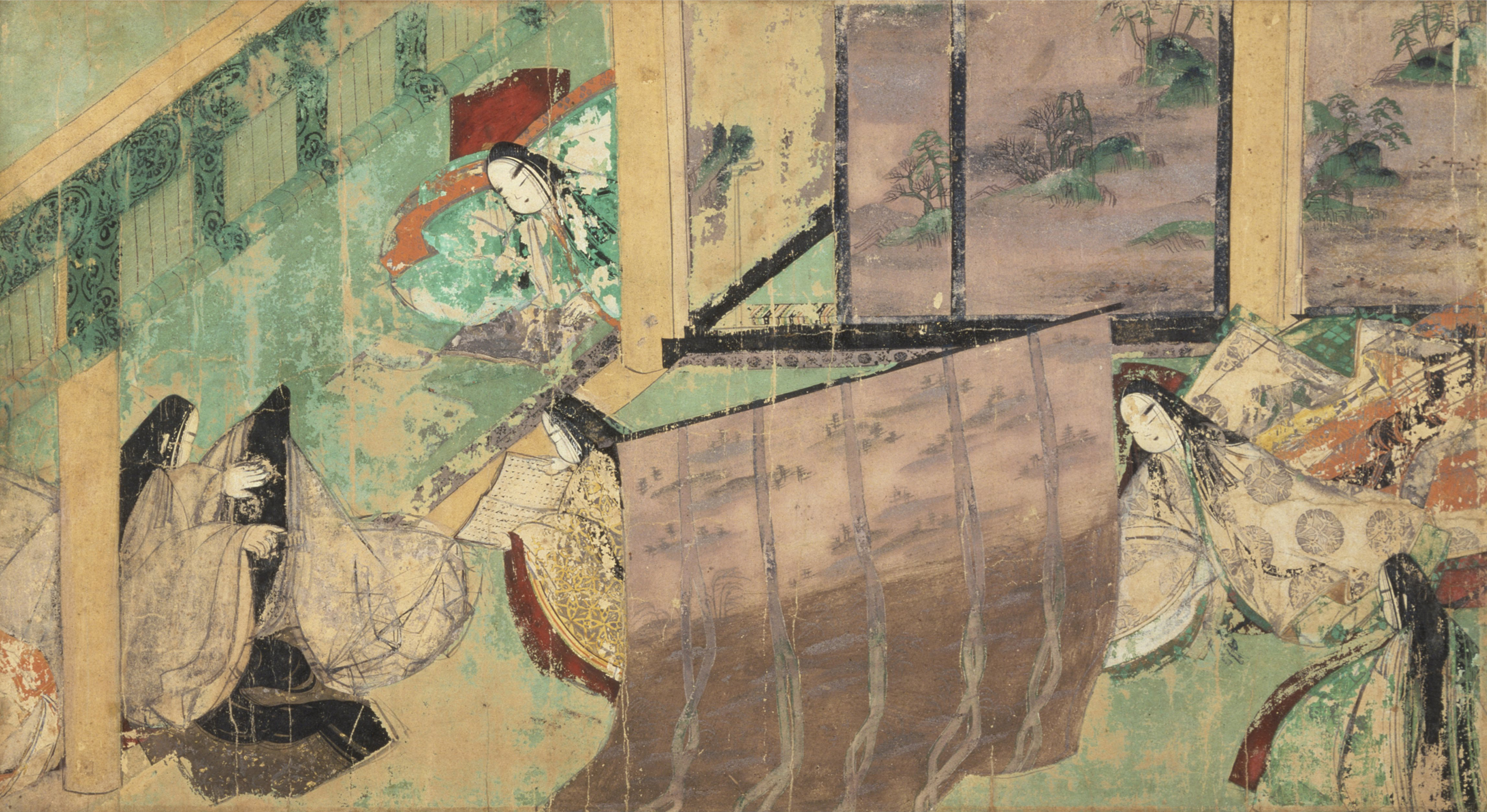
Gendzsi regénye, tekercskép (részlet)

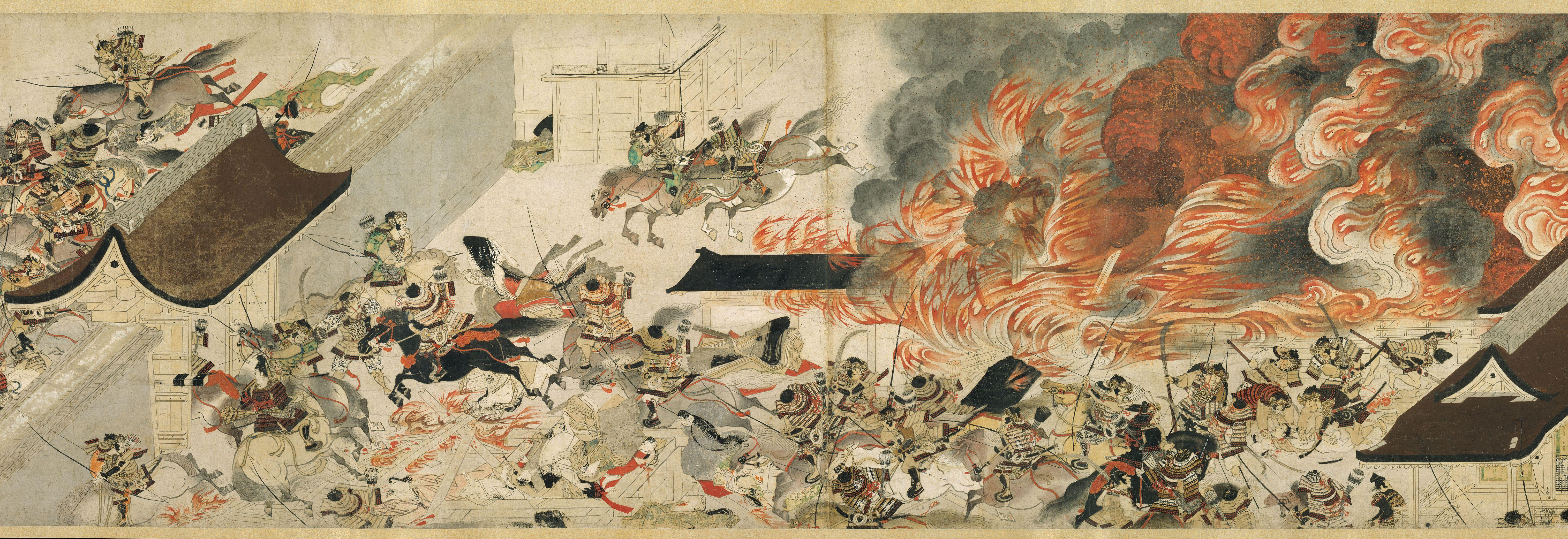
A szandzsó palota ostroma

A heian-kor közepét a jamato-e festészet aranykorának tekinthetjük, mely stílus elsőként a tolóajtókon (fuszuma) és a paravánokon (bjóbu) jelent meg. A korszak vége felé azonban már előtérbe került az emakimono, azaz a tekercsek szövegéhez készített illusztrációk. Számtalan regényt (pl.: Gendzsi Monogatari), történelmi eseményt (pl.: Ban Dainagon Ekotoba) bemutató, és vallási témát feldolgozó alkotás született ekkor. Az emaki festők egyes esetekben olyan képi narrációs elemeket használtak, melyek már az ősi buddhista művészetben is megjelentek, más esetekben viszont újakat alkottak, ha úgy gondolták, hogy azok hatékonyabban tudják közvetíteni a látott és olvasott tartalmat. A Gendzsi Monogatari például epizódonként tartalmaz egy-egy illusztrációt, míg a Ban Dainagon Ekotoba folyamatos képi narrációt használ, hogy ezzel hangsúlyozza a cselekmény előremenetelét. Ez a két emaki stilisztikai szempontból is erősen különbözik. A Ban Dainagon Ekotobát gyors, rövid ecsetvonások és halvány színvilág, míg a Gendzsi Monogatarit absztrakt formák és élénk, vibráló színek jellemzik. Erre a stílusú festészetre a Sandzsó palota csatája c. kép is jó példa.
Az emaki az onna-e(„női képek”) és ototko-e („férfi képek”) egyik remek, korai példájául is szolgál. A két stílus elsőre hasonlónak tűnhet, de sok apró, finom különbség van köztük. Habár a cím a két nem esztétikai preferenciáját sugallja, a japán történészek régóta vitatják e két fogalom jelentését, melyek a mai napig tisztázatlanok. Talán a leginkább észrevehető különbség a két irányzat között a témaválasztás. Míg az onna-e az udvari élet sajátosságait és a nemesség körében szövődő románcokat tárja elénk, addig az otoko-e gyakran történelmi vagy félig legendás eseményeket, leginkább csatákat dolgoz fel.

### Kamakura-kor (1185-1333)
A Kamakura-kor a festészetében a heian-korban kialakult műfajok tovább éltek. A festők továbbra is emaki képeket készítettek. A festészet helyett, inkább a szobrászat népszerűsége volt jellemző.
A heian és kamakura-kori festmények többsége vallásos jellegű, melyek túlnyomó részben ismeretlen művészek alkotásai.

### Muromacsi-kor (1333-1573)

Hasegawa Tōhaku Fenyőfák, 1593

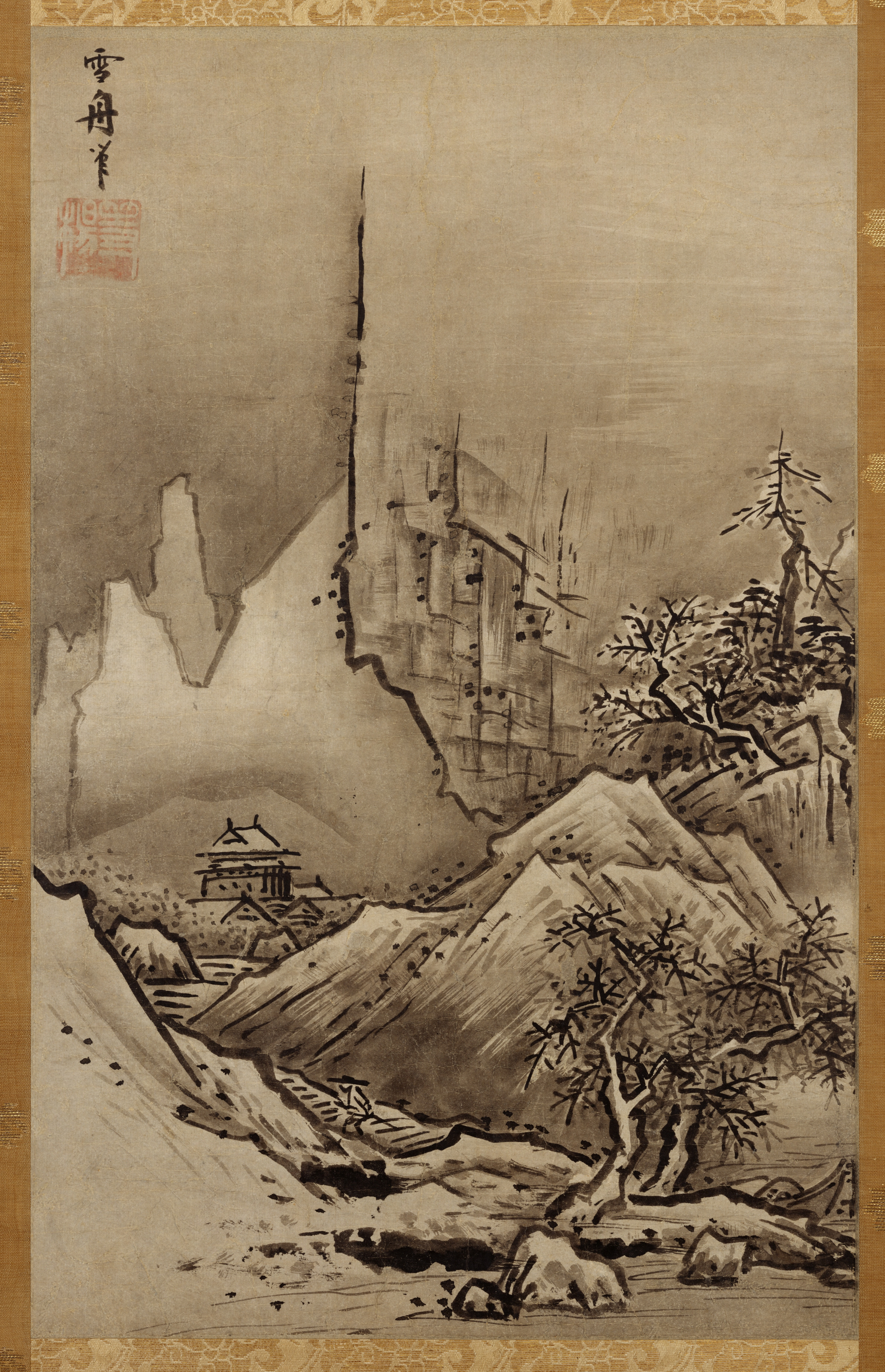
A táj által Sesshū Tōyō

A 14. század során a kiotói zen kolostorok fejlődése nagy hatással volt a vizuális művészetekre. A kínai Szung, és Jüan-dinasztiák idején divatos stílust, a japánba szuibokuga néven elterjedt festészetet a japán művészek is alkalmazni kezdték. Ez a szigorúan monokróm tusfestészet átvette az előző korok színes festményeinek a helyét, habár néhány tekercskép-leginkább a zen szerzeteseket ábrázoló csinszó képek- továbbra is többszínűek maradtak. Ilyen típusú alkotás Kao, a legendás pap-festő által készített kép, mely Kenszu szerzetest ábrázolja a megvilágosodás pillanatában. Ez a festmény jellemzően gyors ecsetvonásokkal, és minimális részletességgel készült.
A pap-festő Joszecu által festett „Harcsát fogni egy tökkel” című kép fordulópontot jelentett a Muromacsi-kor festészetében. A kép előterében egy ember alakot láthatunk a folyóparton, tökkel a kezében, ahogy a vízben úszó harcsát nézi. A kép középső részén a tájat köd borítja, a háttérben pedig hegycsúcsok tűnnek fel. Azt feltételezhetjük, hogy ez az 1413-ban készült alkotás már az „új stílust” követi, mely a kínaihoz hasonló módon érzékelteti a térbeliséget síkfelületen.
A 14. század végére monokróm tájképek(山水画)az uralkodó Asikaga család támogatásával jelentős mennyiségben készültek, illetve a zen festők kedvenc műfaja volt. A stílus a kínai gyökerei ellenére fokozatosan kezdett „eljapánosodni”, később külön japán műfaj is kialakult belőle.
A kor legfontosabb festői Subun és Szessú pap-festők voltak. Subun a kiotói Sókokudzsi templom festője volt. Az ő alkotása a „Bambuszerdőben olvasni” c. kép (1446), mely színmélységével és a formák gondos elhelyezésével térbeniség hatását kelti. Szessu, sok korabeli művésszel egyetemben, Kínába utazott, hogy a térbeni ábrázolás technikáját a forrásánál tanulmányozhassa. A „Négy évszak” c. tájképe a festő egyik legelismertebb alkotása, mely a négy évszak alatt a folyamatosan változó tájat ábrázolja.
A kései Muromcsi-korban a tusfestészet kikerült a zen kolostorok falai közül, és beszivárgott a köznapi festészet világába. A Kanó iskola,és az Ami iskola művészei átvették a stílus kedvelt témáit, de sokkal merészebb és dekoratívabb módon kezdték alkalmazni, mely a későbbi korok igényeinek jobban megfelelt.

### Azuchi–Momoyama-kor (1573-1615)

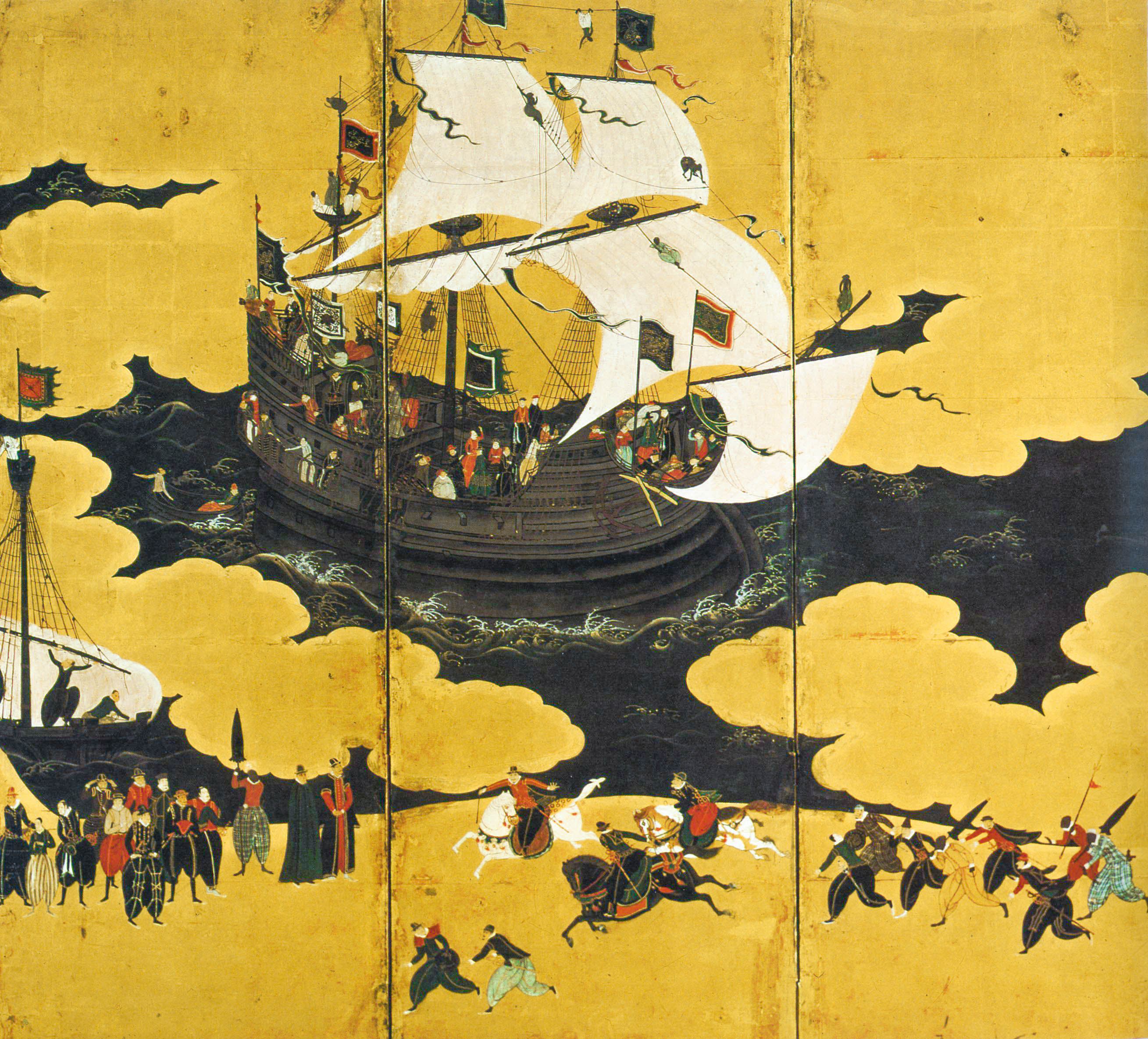
Képernyő részlet ábrázoló érkezés a Nyugati hajó, tudható, hogy Kanō Naizen (1570-1616).

Éles kontrasztban az előző Muromacsi-korral szemben, az Azucsi-Momojama-korszak festményeit a grandiózus, polikróm stílus, arany és ezüst fóliák széleskörű használata, illetve nagy vászonfelület jellemezte. Oda Nobugana, Tojotomi Hidejosi és Tokugava Iejaszu által támogatott Kano iskola a korban hatalmas presztízsre tett szert. Kano Eitoku, az iskola alapítója volt az, aki először festett tájképet tolóajtókra. A Kano iskola sorra kapott megrendeléseket a képeire, melyek kastélyok és a nemesi rezidenciák díszítésére szolgáltak. Az iskola státusza az Edo-korban is tovább élt. Sógunok, daimjók, illetve a császári udvar festőiként dolgoztak az iskola tagjai.
De nem csak a Kano iskola művészei tevékenykedtek a korban. Más festők is igyekeztek fejlődést elérni a festészetben. Egyik ilyen fontos festőtársaság a Tosza iskola festői voltak. Az iskola stílusa a jamatoe technikából alakult ki, jellegzetesen kisméretű vásznon alkottak, klasszikus irodalmi művekhez készítettek illusztrációkat, illetve emaki alkotásokat.

### Edo-kor (1603-1868)

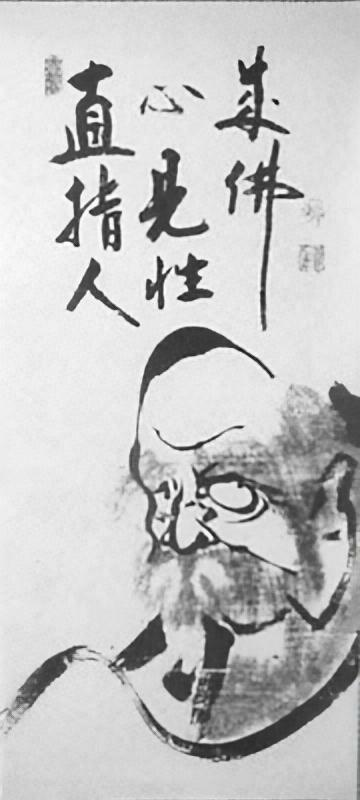
Lapozzunk a kalligráfia a Bodhidharma által Hakuin Ekaku (1685, hogy 1768)

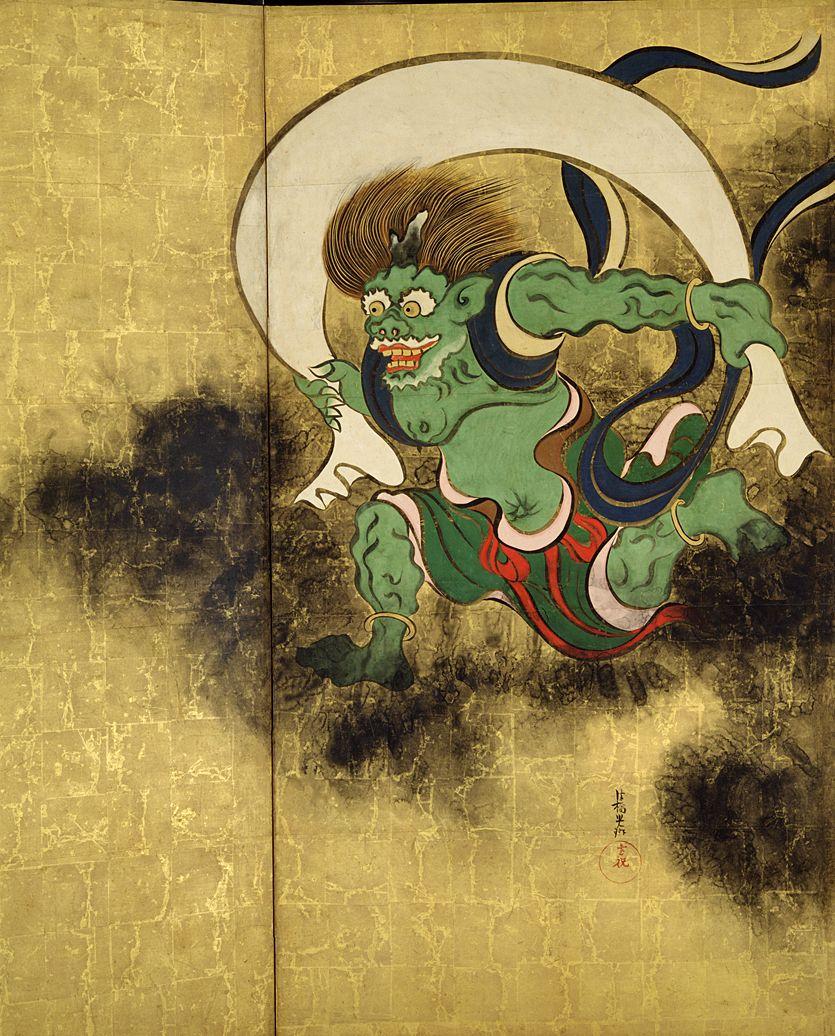
Fudzsin (szél isten) Ogata Kórin

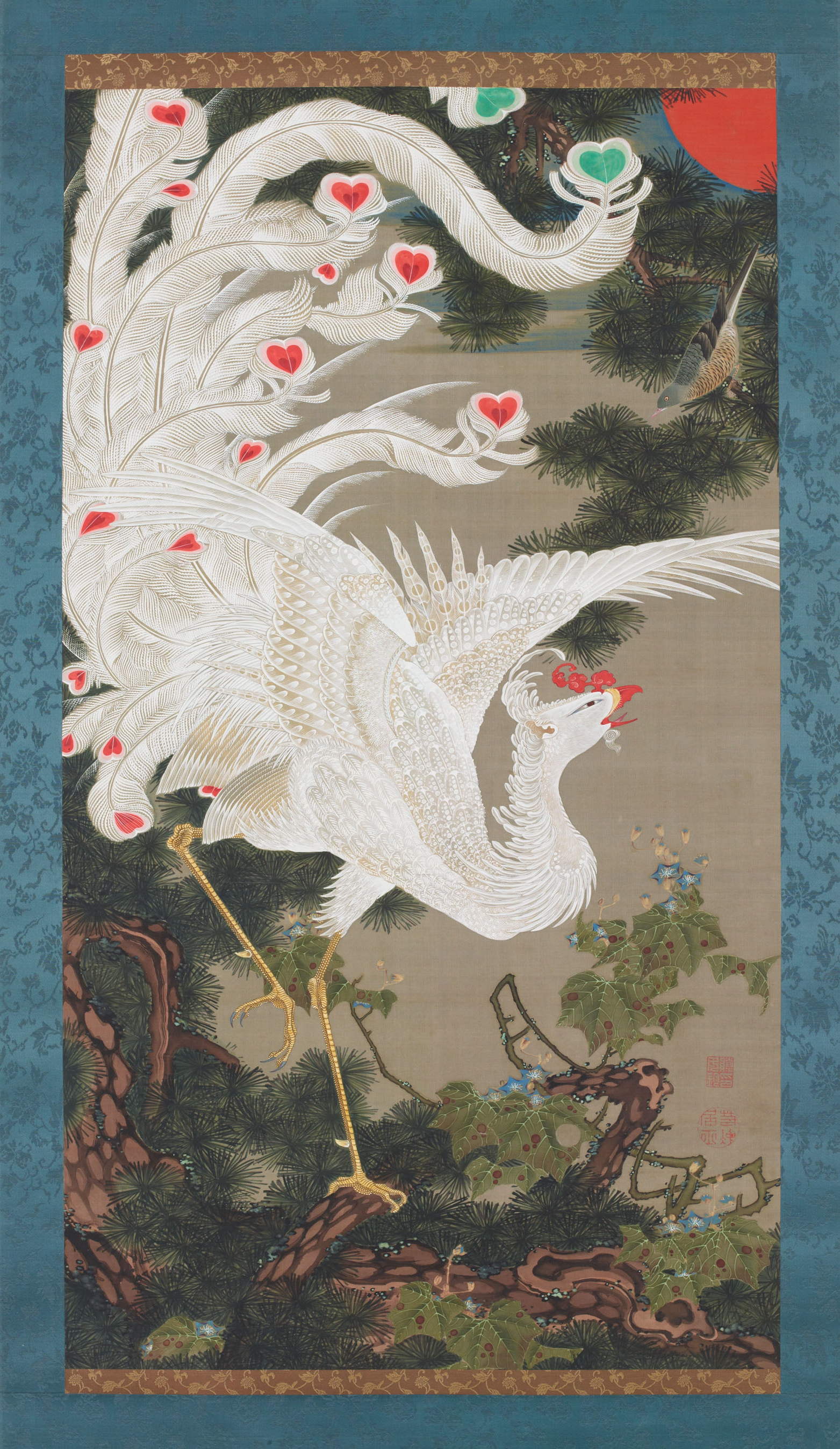
Részlet a Dósoku szai-e sorozatból, Ito Jakucsu

Sok művészettörténész úgy tekint az Edo-korra, mint az Azucsi-Momojana-kor folytatására. Valóban, számtalan az előző korszakból származó festészeti irányzat megmaradt, és továbbra is népszerűségnek örvendett. Azonban a korban számos új irányzat is kialakult.
Az Edo-kor elején megjelent egyik legfontosabb művészeti iskola a Rinpa iskola volt. Az iskola művészei képeikhez klasszikus témákat választottak, de sokkal több díszítő motívumot használtak. A korban megjelenő egyik új stílusirányzat megalkotója Szótacu volt. Festményei témájaként klasszikus irodalmi műveket használt, melyek szereplőit és motívumait egy aranylevelekből álló háttér elé helyezte el. Egy évszázaddal később Kórin újjá formálta Szótacu stílusát, mely alapján később saját, egyedi, különleges munkáit készítette el.
Egy másik, az Azucsi-Momojama korban kezdődő, és az Edo-korban kiteljesedő stílusirányzat a namban volt. Ez a stílus Nagaszaki környékén terjedt el. A város a Tokugava sógunátus elszigetelődési politikája kezdetén az egyetlen kikötőváros volt Japánban, amely nyitott volt a nemzetközi kereskedelemre. A Kínából és Európából érkező művészeti hatások csak itt tudtak beáramlani Japánba. A namban stílusban alkotó iskolák közé tartozik a Nagaszaki iskola és a Marujama-Sidzsó iskola, mely iskola alkotásai a kínai és a nyugatról érkező stílusirányzatok hagyományos japán elemekkel való ötvözete.
A harmadik fontosabb irányzat, mely az Edo-kort meghatározta a Bundzsinga (vagy nanga, irodalmi festészet) műfaja volt. Ez a stílus a kínai Jüan dinasztia ideje alatt tevékenykedő amatőr festők munkáinak imitációja. Kuvajama Gjósukú mester volt a bundzsin stílus legnagyobb támogatója. Az ő elképzelése szerint a színes tájképek egyenértékűek a monokróm, kínai irodalom témáit bemutató alkotásokkal. A nanga stílus képviselői mellett olyan japán művészeket állított maga mellé mint Tavaraja Szótacu és Ógata Korin a Rinpa inkolából. Később a bundzsinga művészek jelentősen módosították mind a technikáikat, mind a műfaj tárgyát annak érdekében, hogy összemossák a japán és akínai stílusokat. A műfajban alkotó festőkre példa Ike no Taiga, Uragami Gjokudó, Josza Buszon, Tanomura Csikuden, Tani Buncsó, és Jamamoto Baiicu.
A Tokugava sógunátus társadalmat megszorító politikájának köszönhetően a luxusnak számító festészeti eljárásokkal készített festményeket többnyire csak a társadalom felsőbb rétegei engedhették meg maguknak. Az új stílusú festmények vétele lehetetlen-ha nem tilos- volt az alsóbb rétegek számára. A középosztály rétegein belül ezért egy másfajta festészeti irányzat alakult ki: a fuzokuga (風俗画). A műfaj fő témái egyszerű emberekről szóló, hétköznapi jelenetek voltak. De előszeretettel festettek kabuki színházat, tájképeket, illetve a prostituáltakról készült képek igen népszerűek bizonyultak a korban. Ezek a festmények szolgáltak alapjául a 16. században népszerűvé vált ukijo-e stílusú képeknek és fametszeteknek.

### Háború előtti időszak(1868-1945)

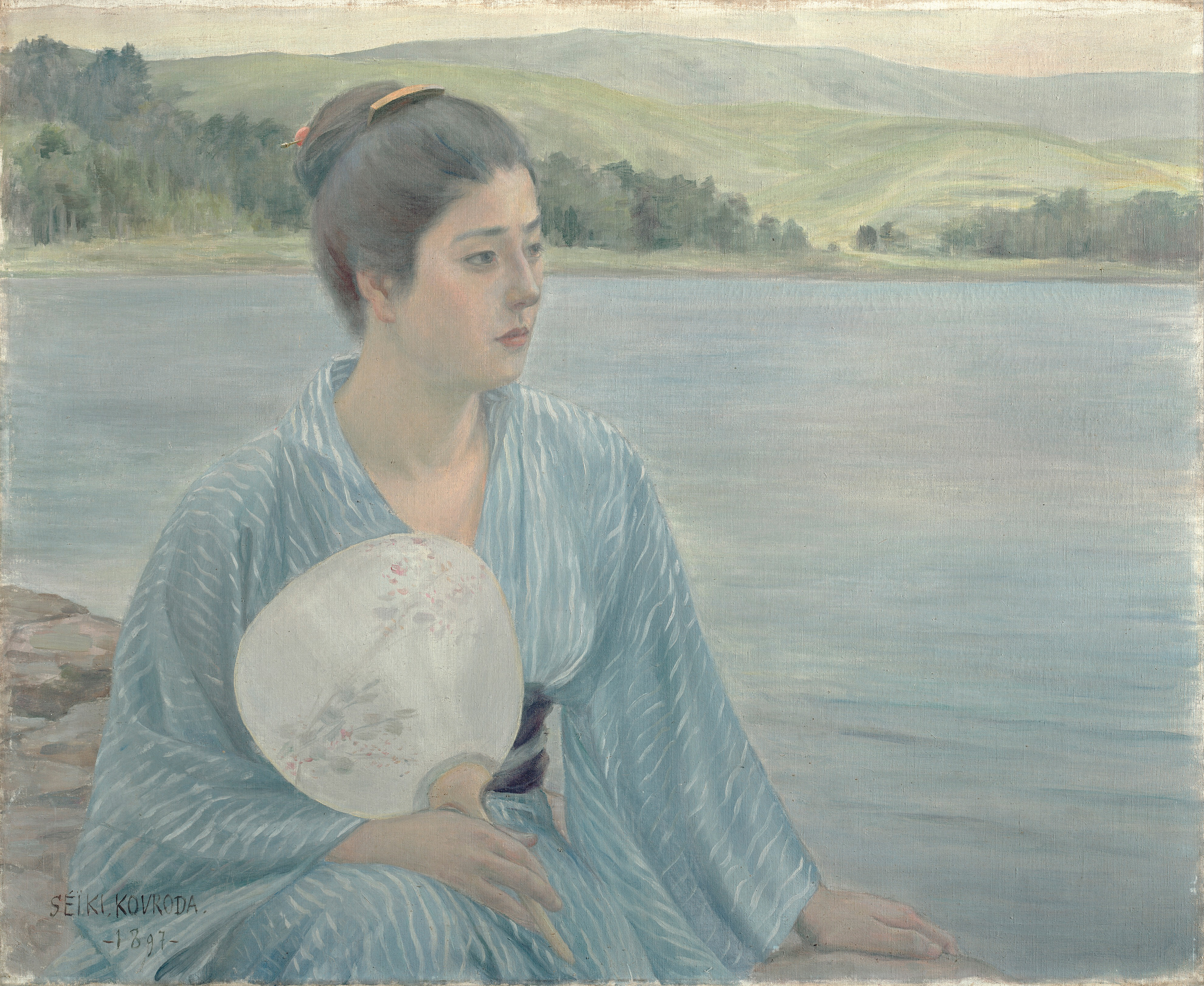
Kuroda Szeiki, Tópart, 1897, olajfestmény, Kuroda Memorial Hall, Tokió

A háború előtti japán festészetet az Európából beáramló új technikák, és a hagyományos japán festészet egymással való versengése jellemezte.
A Meidzsi-korban (1868–1912) Japán jelentős politikai és társadalmi változásokon ment keresztül. Mindez a kormány által végrehajtott modernizációs intézkedések és az európai kultúra egyre fokozódó jelenlétének volt köszönhető. A nyugati hatások pedig nem csak a politikára és társadalomra, hanem a művészetekre- így a festészetre- is hatást gyakoroltak.
A nyugati-stílusú festészetet (jóga 洋画) a japán kormány is nagymértékben támogatta. Ígéretesnek tűnő, tehetséges fiatal festőket küldött a tengeren túlra, hogy elsajátítsák az európai technikákat, és külföldről érkező mestereket fogadott, hogy a japán festészeti iskolákban tanítsanak.
Azonban a kezdeti lelkesedés a nyugati művészetek iránt hamar alábbhagyott, a mérleg nyelve pedig a másik oldalra billent. Okakura Kakuzo műkritikus és Ernest Fenollosa tudósprofesszornak köszönhetően a hagyományos japán stílusú festészet (nihonga 日本画) ismét virágkorát kezdte élni. Az 1880-as években a nyugati stílusú képeket többé nem lehetett művészeti kiállításokon bemutatni, ráadásul a műkritikusok is erősen bírálták azokat. Ennek ellenére a fejlődő japán festészetre, ugyan kismértékben, de továbbra is hatással volt a nyugati preraffaelita mozgalom és az európai romantika.
Az európai stílusirányzatot követő festők alapították meg az úgynevezett Meidzsi Bidzsucukait („Meiji Képzőművészeti Társaság"), amely társaság tagjai saját képeikből kiállításokat rendeztek, hogy a nyugati stílusú festészetet népszerűsítsék.
A nyugati stílusirányzatot nem lehetett véglegesen kizárni a japán művészeti életből, azonban a nacionalista felfogásnak is teret kellett engedni. Ezért aztán 1907-ben, az Oktatásügyi Minisztérium létrehozta a Bunten („Japán Képzőművészeti Akadémia") szervezetét, mely egyenlő mértékben támogatta az új és a tradicionális japán festészetet, a kortárs művészeknek pedig lehetőséget nyújtott a kibontakozásra. A szervezet működése során minden évben megrendezésre került egy művészeti verseny, melyen szakmai zsűri értékelte a kiállított képeket. A nyertes alkotásokat a japán oktatásügyért felelős minisztérium később felvásárolta, ezzel támogatva a feltörekvő festőket.
A Taisó – korszak elejére a nyugati típusú festészet ismét túlsúlyba került a nihongával szemben. Taisó császár uralkodásának ideje alatt rengeteg Európában tanuló festőművész tért vissza Japánba, magukkal hozva az impresszionista és a posztimpresszionista technikákat. Olyan neves művészek, mint Camille Pissarro, Paul Cezanne, vagy Pierre-Auguste Renoir munkái nagy hatással voltak a korai taisó-kori festészetre. Azonban a nyugati festészet más irányzatai is felütötték fejüket Japánban. A korban megnőtt a művészeti mozgalmak száma. Többek között létrejött a „Fúziós Társaság” (Fjuzankai), mely igyekezett a posztimpresszionizmus stílusjegyeiben alkotni, különösen a fauvizmust kedvelték. 1914-ben alakult meg a „Másod Osztályú Társaság” (Nikkakai), mely a kormány által támogatott Bunten-kiállítás ellen lépett fel.
A Taisó-korban a hagyományos japán festészetre csak kis mértékben voltak hatással az olyan kortárs európai mozgalmak, mint a neoklasszicizmus, vagy a posztimpresszionizmus. A tradicionális technikákat és stílust továbbra is őrizték.
Érdekes azonban, hogy az 1920-as évek közepén újjáéledt Nihonga már magában foglalt néhány impresszionista elemet is. A második generációs Nihonga festők által megalapított Japán Képzőművészeti Akadémia (Nihon Bijutsuin) ugyan fellépett a kormány által szponzorált Bunten-kiállítással szemben. De ez nem volt elég ahhoz, hogy a nyugati befolyást megállítsa. Habár yamato-e hagyományai továbbra is megmaradtak a japán festészetben, a nyugaton használt perspektíva terjedése, és a fény-árnyék koncepciójának fokozatos átvétele elkezdte elmosni a határokat a Nihonga és a Jóga közt.
A háború előtti Sóva-korszak festészetét Szotaró Jaszui és Rjúzaburo Umehara művészete uralta, akik ötvözték a nihonga eszközeit az absztrakt festészet koncepciójával. Ennek köszönhetően az újfajta nyugati irányzat könnyebben értelmezhetővé vált a japán közönség számára. Ezt a módszert később Leonard Foujita és a „Nikka Soceity” is átvette, hogy a szürrealizmus jegyében alkothassanak. Annak érdekében, hogy ezt a technikát terjesszék, 1931-ben alakult meg a „Független Művészeti Egyesület” (Dokuricu Bidzsucu Kjókai).
A II. világháború alatt a kormány a cenzúrán csak az országot dicsőítő, hazafias témájú műveket engedett át. Továbbá rengeteg művészt kényszerített propaganda jellegű képek készítésére. A önkifejezés és az egyéni látásmód egy időre teljesen eltűnt a japán festészetből.

### Háború utáni idők (1945–jelen)
A háború után a kormány támogatásával 1947-ben megalakult a „Japán Művészeti Akadémia” (Nihon Geidzsucuin), mely magában foglalta mind a nihonga mind a jóga alkotók művészetét. A vezetés által támogatott kiállítások megszűntek, de helyettük újonnan alakuló magántárlatok nyíltak, mint például a Nitten, mely az eddigieknél jóval nagyobb méreteket öltött. És habár a Nitten eredetileg a Japán Művészeti Akadémia kezdeményezésére jött létre, 1958-tól különböző magánvállalatok működtették. A Nitten kiállításon való részvétel szinte előfeltétele lett az akadémiai tagok kinevezésének, amely önmagában egy nem hivatalos követelménye volt az „Order of Culture”-díjra (文化勲章 Bunka-kunsó) való jelölésnek.
Az edo-kori és a két világháború előtti művészeteket a kereskedők és a városi műkedvelők jelentős mértékben támogatták. Ennek ellenére mégis a háború után született alkotások és a kortárs festészet volt az, ami egyre népszerűbbé vált a japán közönség körében. A II. világháború után a nagyvárosokban, különösen Tokióban virágzásnak indult a művészeti élet, melyet a villódzó fények, neon színek sokasága, új technológiák és irányzatok árasztottak el. A város gyors ütemű fejlődése a művészek alkotásaiban is visszatükröződött. New York és Párizs művészeti világának minden „izmusát” befogadták. Az 1960-as évek absztrakt alkotási után az 1970-es években visszatérni látszott a realizmus, az „op” és „pop” mozgalmak által erősen színezve. Majd ez a mozgalom végleg az 1980-as években bontakozott ki Usió Sinohara munkáiban. Ekkoriban nagyon sok művész dolgozott mind Japánban mind külföldön. Többek nemzetközileg is elismert, neves festők. Ám sokan úgy érezték, alkotásaikban nincs semmi „japános”. Az 1970-es évek vége felé a művészek elkezdték keresni a hagyományos japán értékeket, és visszatértek a gyökereikhez. Átértékelték addigi ideológiáikat és elfordultak a nyugat „üres képletétől” és egy egészen sajátos, nacionalista irányba indult el a festészet. A kortárs festők tudatosan kezdték alkalmazni a tradicionálisan japán festészeti technikákat, eszközöket és tanításokat. Számos mono-ha művész fordult a régi korok festészetéhez. A japán művészetbe visszatértek olyan jellegzetességek, mint a líraiság, a térbeli elrendezés fontossága és a színek harmóniája.
A japán stílus, vagy más néven nihonga a háború előtti stílust folytatva élt tovább. A hagyományos értékeket a kortárs befogadók számára érthetően ábrázolta, miközben megtartotta sajátos jellegét. Néhány művész továbbra is selyemre, vagy papírra festett, tradicionális színekkel és tintával, még mások új eszközöket, például akril festéket használtak.
Számos régi művészeti iskola – leginkább az Edo-korból és háború előtti időszakból származóak – továbbra is működött. Egyik ilyen volt a Rinpa iskola, mely dekoratív naturalista stílusa élénk színekként és nonfiguratív elmosódásokként köszönt vissza Hikoszaka Naojosi alkotásaiban. De a Marujama Okjó iskola által tanított realizmus, kalligráfia, és spontaneitás is mind jelen volt a 80-as években. Sok esetben ezeknek, valamint a még régebbi iskoláknak (mint például a Kanó) stílusjegyeit egytől-egyik átvették a kortárs festők, és széles körben alkalmazták a azokat. Ekkoriban rengeteg japán stílusban alkotó festőt tüntettek ki és jutalmaztak hagyományőrző munkásságért. Azonban nem csak Japánban értékelték a művészek a klasszikus japán festészetet. Az országon kívül is egyre népszerűbbé váltak a távol-keleti motívumok. Így nem csoda, hogy az 1980-as évek elejére számos nyugati festő is adoptálta a japán technikákat és elfordultak az évszázados európai tradícióktól. A Nyugat és a Kelet egymáshoz való közelítése lett a cél. A kiemelkedően tehetséges Sinoda Tokónak sikerült a két kultúra közti szakadékot áthidalnia. Rajzait a kalligráfia ihlette, de a modern absztrakció lírai kifejezéseként valósultak meg.
Napjaink kortárs japán festészetére számtalan stílusirányzat és ideológia van hatással. Sok művészt megihletett az anime-kultúra is. Takasi Murakami egyike azon neves művészeknek, aki ezt a stílusirányzatot mesteri szintre emelték. Munkái központi témájául szolgálnak a háború előtti japán társadalmi problémái. Rajzai az animék jellegzetes stílusjegyeiben készülnek, alkotásai formabontóak. Tudatosan készít olyan rajzokat és szobrokat, melyek tükrözik a régi és új összeolvadását. Elmossa a határokat a populáris művészetek és a képzőművészet között.

## Fordítás
- Ez a szócikk részben vagy egészben  a   Japanese painting című angol Wikipédia-szócikk ezen változatának fordításán alapul.  Az eredeti cikk szerkesztőit annak laptörténete sorolja fel. Ez a jelzés csupán a megfogalmazás eredetét és a szerzői jogokat jelzi, nem szolgál a cikkben szereplő információk forrásmegjelöléseként.